# Стеванович, Предраг
Предра́г Стева́нович (серб. Предраг Стевановић; 3 марта 1991, Эссен, Германия) — сербский футболист, полузащитник клуба «Ваттеншайд 09». У него есть брат Александар Стеванович, который также играл за «Вердер».

## Карьера
Стеванович начинал играть в молодёжной команде «Турнгемайнде Эссен-Вест». Затем он перешёл в эссенский Рот-Вайсс.
В 2002 году он перешёл в «Шальке 04» и провёл там 9 лет.
В 2011 году подписал контракт с бременским «Вердером».